# Liste des abbés de Chaalis
L'abbaye royale de Chaalis a vu se succéder, à sa tête, 35 abbés réguliers cisterciens puis 11 abbés commendataires. 

## Abbés réguliers
- 1136-1142 : André de Baudiment (bienheureux)
- 1142-1154 : Amaury
- 1155-1160 : Didier
- 1160-1171 : Humbert
- 1171-1174 : Vacance
- 1174-1181 : Enguerrand Ier
- 1182-1187 : Pierre Ier
- 1187-1199 : saint Guillaume de Donjon
- 1199-1202 : Vacance
- 1202-1217 : Adam
- 1218-1221 : Eudes
- 1221-1227 : Jean Ier de Caen
- 1227-1238 : Milon
- 1239-1255 : Jean II d’Arbone
- 1255-1258 : Vacance
- 1258-1270 : Pierre II Thomas
- 1270-1280 : Jean III Norman
- 1280-1282 : Jean IV de Senlis
- 1282-1290 : Laurent Ier de Marceaux
- 1290-1296 : Daniel de Plailly
- 1296-1308 : Renaud de Roquemont
- 1308-1317 : Jacques de Thérines
- 1317-1326 : Jean V le Picard
- 1326-1337 : Jean VI de Gaillefontaine
- 1337-1340 : Enguerrand II de Gournay
- 1340-1343 : Vacance
- 1343-1352 : Laurent II de Marceaux
- 1352-1372 : Jean VII de Gaillefontaine
- 1372-1375 : Vacance
- 1375-1379 : Gautier Le Comte
- 1380-1397 : Jean VIII du Bois Odelin
- 1397-1412 : Vacance
- 1412-1418 : Laurent III de Rue
- 1418-1421 : Paris Fournier de Beaune-Semblançay
- 1421-1438 : Alain de Sorel
- 1438-1455 : Jean IX de Senlis
- 1456-1471 : Guy d’Autun
- 1471-1472 : Pierre III de Virey
- 1472-1501 : Jean X Le Fel
- 1501-1523 : Robert de La Tourotte
- 1523-1541 : Simon Postel

## Abbés commendataires
- 1541-1561 : cardinal Hippolyte d'Este
- 1561-1586 : Louis Ier d’Este
- 1586-1589 : Julien de Saint-Germain (confesseur de Catherine de Médicis)
- 1589-1601 : Achille de Harlay de Sancy
- 1601-1602 : Abel de Montliard
- 1602-1621 : cardinal Louis II de Lorraine
- 1621-1658 : Charles Louis de Lorraine (évêque de Condom)
- 1658-1668 : Jean XI d’Estrades
- 1668-1721 : Jules-Paul de Lionne (aumônier du roi)
- 1721-1771 : Louis de Bourbon-Condé, comte de Clermont
- 1771-1779 : vacance
- 1779-1790 : cardinal Jean XII de Boisgelin de Cucé